# Waterpoort (Sluis)

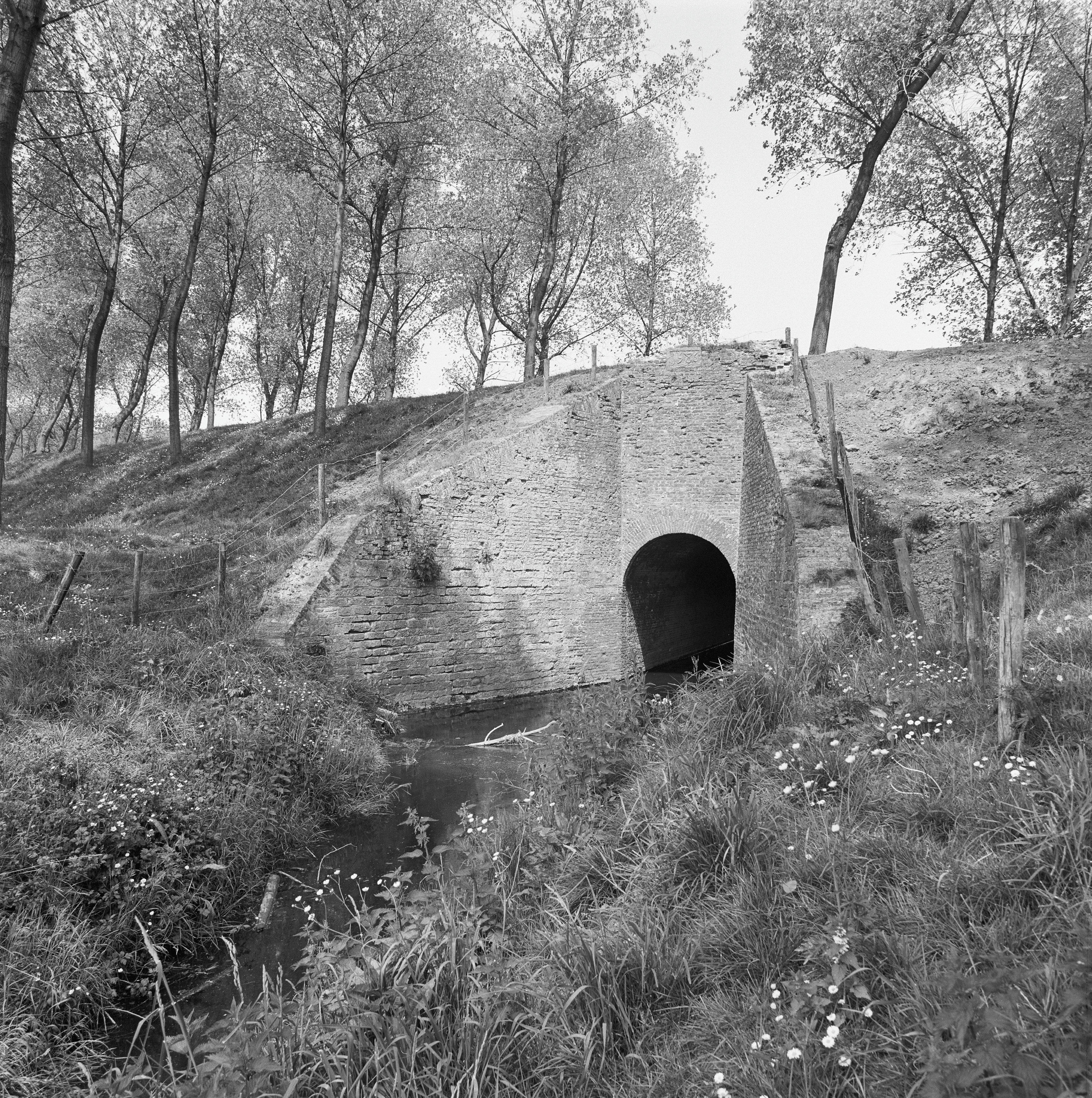
De Waterpoort

De Waterpoort is een stadspoort in de Wallen van Sluis in de Zeeuws-Vlaamse stad Sluis.
De Waterpoort werd in 1424 opgetrokken door stadsmetselaar Joris Lietac. Tot 1572 kwam door deze poort het water uit de omgeving van Aardenburg de stad binnen. Via een sluis vloeide het water door naar de binnenhaven van Sluis en het Zwin.